# Javier Limones Rodríguez
Javier Limones Rodríguez (n. Torrejón de Ardoz, Madrid, España, 23 de abril de 1975) es un exjugador de fútbol sala, asus últimos partidos los jugó  en la 2.ªDivisión B de la LNFS, en las filas del Seat Torrejon. Su posición natural es la de Ala-Pivot.

## Biografía
Javier Limones Rodríguez es un jugador, formado desde la temporada 1991/92 en las filas del histórico Marsanz. Allí permanecíó hasta la temporada 1994/95, ya que para la siguiente temporada ficharía por el Interviú Fadesa, no sin antes ganar con el Marsanz una liga de División de Honor, una Copa de España, dos Supercopas y una Copa de Europa. En el Interviú Fadesa se daría definitivamente a conocer en el panorama del fútbol sala español. Llegarían en esta época sus primeras convocatorias con la selección española de Fútbol sala.
En el Interviú Fadesa permaneció 3 temporadas, en las que conquistó una Liga, una Copa de España. Javier Limones Rodríguez se marchó una temporada al Café Dry, actual Carnicer Torrejón, de donde es natural. Pero los resultados no fueron los esperados, por lo que ficharía al acabar la temporada por ElPozo Murcia. Allí renació como jugador, ya que en 3 temporadas conquistó una Copa de España. Pero, si quería seguir creciendo como jugador de fútbol sala, estaba casi obligado a volver al club donde había conquistado más triunfos, el Interviú Fadesa. Regresó en la temporada 2002/2003, y jugó 2 temporadas y media, ya que en el mercado de invierno de la temporada 2005/2006 fichó por el Móstoles 2008. En su segunda etapa en el Interviú Fadesa, logró tres Ligas, dos Copas de España, tres Supercopas, una Copa de Europa, una Copa Intercontinental y dos Copas Ibéricas. En su llegada al Móstoles 2008, se convirtió en uno de los mejores jugadores de su equipo, llevando el dorsal 5, su favorito, y llegando a conquistar un subcampeonato de la Copa de España en la temporada 2007/2008, en la cual ha jugado 23 partidos, ha visto 4 tarjetas amarillas (2 de ellas implicaron 1 tarjeta roja), y ha marcado 8 goles.
En la temporada 09-10 pasa a las filas del Gestesa Loeches en la categoría Nacional A , a mitad de temporada firma con el Valverde del Majano para intentar mantener al club segoviano en la División de Plata, cosa que no puede lograr. 
En la temporada 11-12 juega en el equipo senior de su escuela el SEAT TORREJON, en la 3.ª División, logrando el campeonato de liga y logrando el ascenso a la 2.ºB.
Además de su bagaje en clubes, Javier Limones Rodríguez tiene un amplísimo listado de trofeos con la selección española, ya que ganaría un Mundial, dos Eurocopas, y un Torneo IV Naciones, convirtiéndose en uno de los jugadores españoles más laureados de la historia del fútbol sala.

## Trayectoria
- 1991/ 1995 - Marsanz
- 1995/1998 - Interviú Boomerang
- 1998/1999 - Café Dry Torrejón
- 1999/2002 - ElPozo Murcia
- 2002/2005 - Interviú Boomerang
- 2005/2009 - Móstoles 2008
- 2009/Diciembre2009 Gestesa Loeches
- 2010 - C.D. Valverde del Majano
- 2011/2012 - Seat Torrejón

## Palmarés
Trofeos con equipos
- 5 Ligas de la LNFS
- 5 Copas de España
- 1 Subcampeonato de la Copa de España
- 5 Supercopas
- 2 Copas de Europa
- 1 Copa Intercontinental
- 2 Copas Ibéricas

Trofeos con España
- 1 Mundial
- 2 Eurocopas
- 1 Trofeo IV Naciones